# Ulf Andrée
Ulf Mickey Biggles Andrée, född 26 januari 1939 i Gustav Vasa församling i Stockholm, död 6 juli 2021 i S:t Matteus församling i Stockholm, var en svensk skådespelare, regissör och manusförfattare.

## Biografi
Andrée studerade först vid Willy Koblancks teaterskola innan han blev elev vid Norrköping-Linköping stadsteaters elevskola 1958–1961. Därefter var han verksam vid Riksteatern innan han 1963 kom till Knäppupp. Där gjorde han sin första roll i Pyjamasleken.
Emellertid tröttnade han på agerandet och slutade på teatern 1967. Därefter jobbade han som hamnarbetare i ett år för att tjäna ihop pengar till sin första film En flicka, en korv, fem påsar, två filltar, en seng, en brevbärare, ett jus, en blomma, ett läppstift, en nalle, en tandkrem, en fot, en spade, Knocll och Totts jul 1964, tre kuddar, en tannborste, en radio, ett tuggummi, en kam, ett durkslag, arton brev, en gafel, en kniv, ögonsmink, nie pengar, med vilken han antogs till regiutbildningen vid Svenska Filminstitutet 1968.
Han långfilmsdebuterade som regissör med Niklas och Figuren 1971.
Han gifte sig 1966 med Margareta Krantz, med vilken han fick en son. Ulf Andrée är gravsatt i minneslunden på Bromma kyrkogård.

## Filmografi
Regi
- 1970 – Sven Arvid är död
- 1970 – Prinskorv med äggröra
- 1971 – Niklas och Figuren
- 1974 – De tre från Haparanda (TV-serie)
- 1979 – Katitzi (TV-serie)
- 1981 – Snacka går ju...
- 1983 – Med Lill-Klas i kappsäcken

Manus
- 1969 – Vivi och Lisa
- 1971 – Niklas och Figuren
- 1974 – De tre från Haparanda (TV-serie)
- 1979 – Katitzi (TV-serie)
- 1983 – Med Lill-Klas i kappsäcken

Roller
- 1963 – Adam och Eva
- 1964 – Äktenskapsbrottaren
- 1964 – Svenska bilder
- 1977 – En bilförsäljare från Gotland
- 1978 – Picassos äventyr
- 1980 – Mannen som blev miljonär
- 1997 – Kenny Starfighter

## Teater

### Roller
| År   | Roll                       | Produktion                                                                          | Regi                                        | Teater                           |
| ---- | -------------------------- | ----------------------------------------------------------------------------------- | ------------------------------------------- | -------------------------------- |
| 1959 | Sir Simon de Canterville   | Spöket på Canterville Bernt Callenbo                                                | Bertil Norström                             | Norrköping-Linköping stadsteater |
| 1959 |                            | Ung och grön Dorothy Reynolds och Julian Slade                                      | Ingrid Luterkort                            | Norrköping-Linköping stadsteater |
| 1959 |                            | Frestelse Jacques Deval                                                             | John Zacharias                              | Norrköping-Linköping stadsteater |
| 1959 | Servitören                 | Ett resande teatersällskap August Blanche                                           | Bertil Norström                             | Norrköping-Linköping stadsteater |
| 1960 | Kasper                     | Folk och rövare i Kamomilla stad Thorbjørn Egner och Bjarne Amdahl                  | Bertil Norström                             | Norrköping-Linköping stadsteater |
| 1961 | Kolmodin                   | Dunungen Selma Lagerlöf                                                             | Sture Ericson                               | Norrköping-Linköping stadsteater |
| 1961 | Fotograf Fredriksson       | Miss 6 Bertil Norström och Gunnar Hoffsten                                          | Jackie Söderman                             | Norrköping-Linköping stadsteater |
| 1961 | Thomas Diafoirus           | Den inbillningssjuke Molière                                                        | Sandro Malmquist                            | Riksteatern                      |
| 1962 |                            | Den goda människan från Sezuan Bertolt Brecht                                       | Per Edström                                 | Pionjärteatern                   |
| 1962 | Thibault l’Aignelet, herde | Listig som en räv David Augustin de Brueys och Jean de Palaprat                     | Bernard Krook                               | Riksteatern                      |
| 1963 |                            | Dans på bryggan Gardar Sahlberg och Arne Eriksson                                   | Olof Thunberg                               | Hamburger Börs                   |
| 1963 |                            | Pyjamasleken George Abbot, Richard Bisell, Richard Adler, Jerry Ross                | Carl-Gustaf Kruuse af Verchou Mille Schmidt | Idéonteatern                     |
| 1964 |                            | Den stora effekten Robert Dhery                                                     | Stig Ossian Eriksson                        | Idéonteatern                     |
| 1964 | Medverkande                | Ryck mej i snöret, revy Emil Norlander, Povel Ramel, Beppe Wolgers                  | Åke Falck                                   | Turné/ Idéonteatern              |
| 1965 |                            | En kul grej hände på väg till Forum Stephen Sondheim, Burt Shevelove, Larry Gelbart | Gösta Bernhard                              | Idéonteatern                     |
| 1965 | Medverkande                | Ta av dej skorna, revy Povel Ramel och Beppe Wolgers                                | Egon Larsson                                | Turné/ Idéonteatern              |
| 1966 | Medverkande                | Bom krasch, revy Beppe Wolgers                                                      | Johan Bergenstråhle                         | Idéonteatern                     |
| 1967 | Medverkande                | Svendska revyn, revy Svend Asmussen och Beppe Wolgers                               | Mille Schmidt                               | Idéonteatern                     |
| 1969 | Andre gangstern            | Kiss Me, Kate Cole Porter, Samuel Spewack och Bella Spewack                         | Bo Forsberg                                 | Riksteatern                      |
| 1975 | Lång-Hans                  | Prästkappan Sven Delblanc                                                           | Ulf Fredriksson                             | Uppsala-Gävle Stadsteater        |

### Regi
| År   | Produktion | Upphovsmän                     | Teater                    |
| ---- | ---------- | ------------------------------ | ------------------------- |
| 1976 | Hemmet     | Kent Andersson och Bengt Bratt | Uppsala-Gävle Stadsteater |